# 大西藍
大西 藍（おおにし あい、1993年 - ）は、日本の芸術家。NEWBASIC INC代表。goyemonクリエイティブディレクター。

## 来歴・人物
1993年、千葉県に生まれる。東京都立工芸高等学校マシンクラフト科出身。日本大学芸術学部デザイン学科卒業後、家業であるデザイン会社に就職。
2018年に高校の同級生である武内賢太と共にgoyemonを立ち上げ、翌年2019年にMakuakeにて第一弾となる雪駄×スニーカー「unda-雲駄-」をリリース。開始1週間で2,000万円を超える支援を集めた。

## 経歴
- 1993年 - 千葉県に生まれる。
- 2012年 - 東京都立工芸高校卒業。
- 2016年 - 日本大学芸術学部卒業。
- 2016年から2019年まで、家業のデザイン会社勤務。
- 2019年 - NEWBASIC inc. 設立。